# Bellevue sjösida
Bellevue sjösida är ett bostadsområde i Västra Innerstaden, Malmö.
Området innefattar delområdena Västervång, Bellevue och Fridhem.